# Canal du Loing
Pour le tableau d'Alfred Sisley, voir Le Canal du Loing
Pour les articles homonymes, voir Loing (homonymie).
Le canal du Loing est un canal construit au XVIIIe siècle situé dans les départements du Loiret et de Seine-et-Marne en France qui assurait à l'origine avec le canal d'Orléans et le canal de Briare la jonction entre le bassin fluvial de la Loire et celui de la Seine.

## Géographie
Le canal du Loing, long de 45,90 km, relie les canaux de Briare et d'Orléans, au niveau du hameau de Buges, sur la commune de Corquilleroy près de Montargis, au Loing, à Saint-Mammès à la jonction du Loing avec la Seine.

### Communes traversées
Le canal traverse les communes de Corquilleroy à l'extrémité sud près de Montargis, Cepoy, Girolles, Nargis, Château-Landon, Souppes-sur-Loing, La Madeleine-sur-Loing, Bagneaux-sur-Loing, Saint-Pierre-lès-Nemours, Nemours, Montcourt-Fromonville, La Genevraye, Épisy, Écuelles, Moret-sur-Loing et Saint-Mammès à l'extrémité nord.

## Historique
Au début du XVIIIe siècle, le duc d'Orléans demande la réalisation d'un canal le long du Loing. La circulation des bateaux qui, après avoir emprunté le canal de Briare achevé en 1642 ou le canal d'Orléans terminé en 1691, descendent cette rivière affluent de la Seine pour approvisionner Paris et sa région, est gênée par son cours comportant des pertuis dangereux. Louis XV donne son accord au duc d'Orléans en 1719. Un canal reliant le canal de Briare à celui d'Orléans à Buges est d'abord creusé et achevé en 1721. Les travaux sur le canal du Loing, proprement dit, débutent en 1720 : le canal suit le tracé du Loing en empruntant à huit reprises son lit. Les travaux sont réalisés sous la direction de l'ingénieur Jean-Baptiste de Regemortes entre 1719 et 1724. Par la suite, les parties communes entre la rivière et le canal seront remplacées par des sections canalisées sauf à Saint-Mammès et Fromonville près de Nemours. À la Révolution, les canaux du Loing et d'Orléans sont saisis par les créanciers du duc d'Orléans. En 1809, la Compagnie des canaux d'Orléans et du Loing est fondée pour gérer les deux canaux. L'État, qui est devenu propriétaire des canaux en 1861, réalise à la fin du XIXe siècle des travaux d'élargissement pour mettre les écluses au gabarit Freycinet apparu en 1879 : celui-ci permet la circulation de péniches de 39 m de long sur 5,20 m de large pour 2 mètres de tirant d'eau alors que le canal n'accepte jusque-là que des péniches de 30,40 m sur 5,20 m et 1,60 mètre de tirant d'eau. En 1967, une étude de modernisation du canal par la suppression d'une partie des écluses, n'aboutit pas.

## Caractéristiques physiques
Le canal du Loing est un canal latéral au gabarit Freycinet longeant le Loing.
Son altitude est de 45 m à Saint-Mammès / Veneux-les-Sablons et de 83 mètres à Corquilleroy (Buges). La chute moyenne des écluses est de 2 m.
Plus haute chute : écluse de (à compléter).

## Valorisation touristique
Une voie verte a été aménagée en 2015 sur le chemin de halage. Cette voie verte qui relie le parcours de la Seine à vélo amont aux canaux d'Orléans  et  Briare   est un élément du parcours de la véloroute européenne EuroVelo 3 ou « Scandibérique ».

## Galerie de photographies

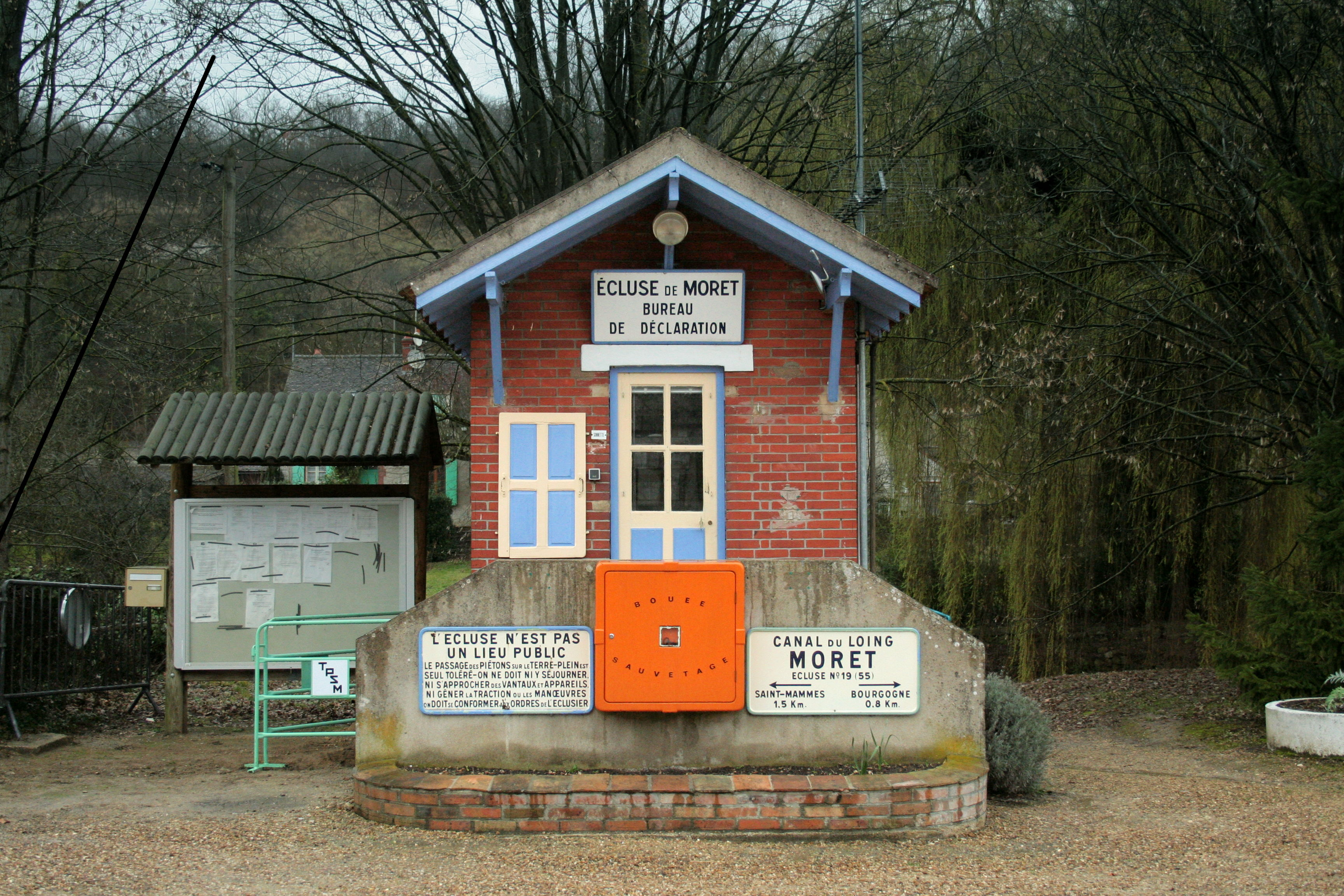
Bureau de déclarations de l'écluse de Moret.
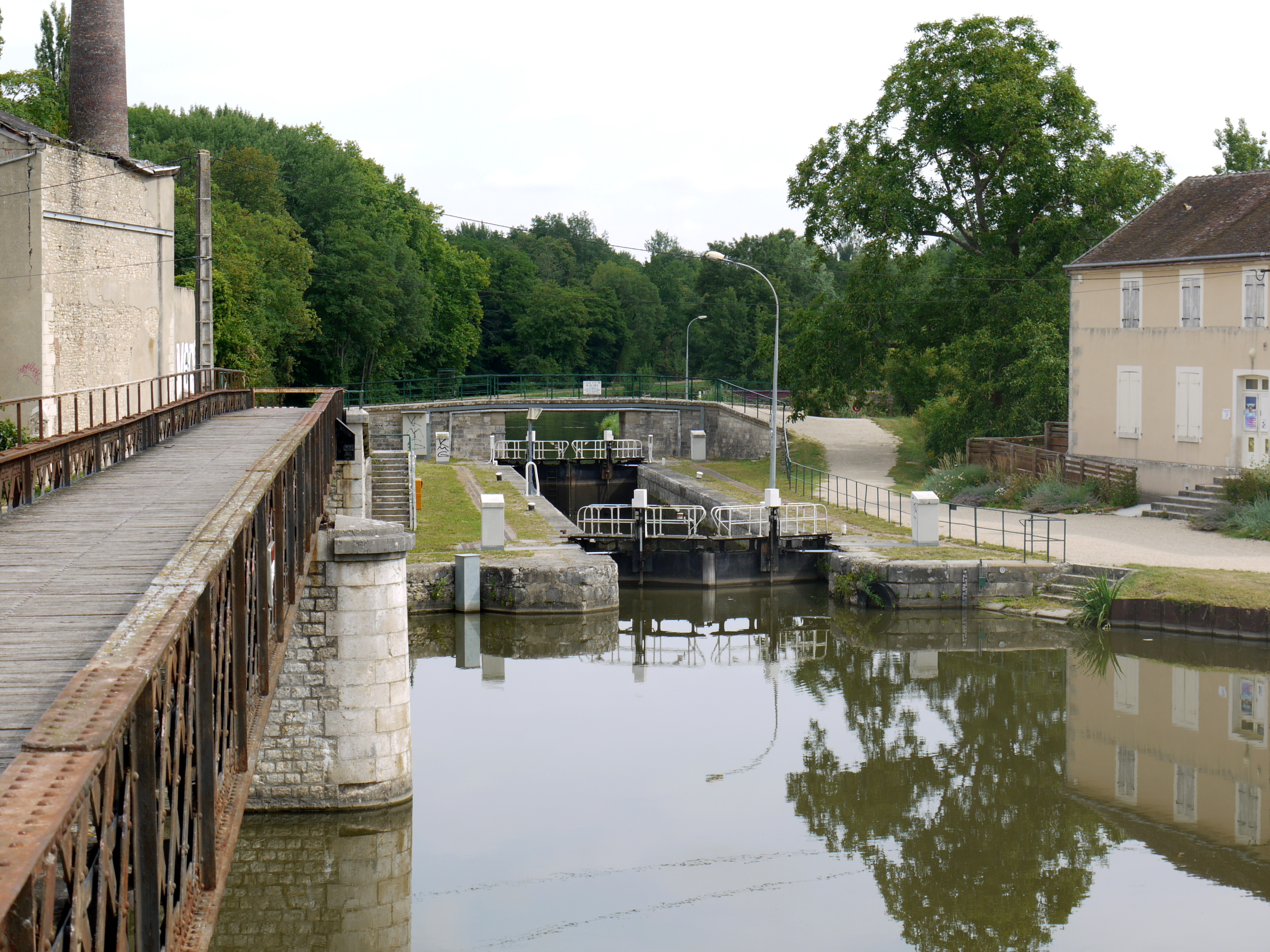
La première écluse à Buges (Corquilleroy).
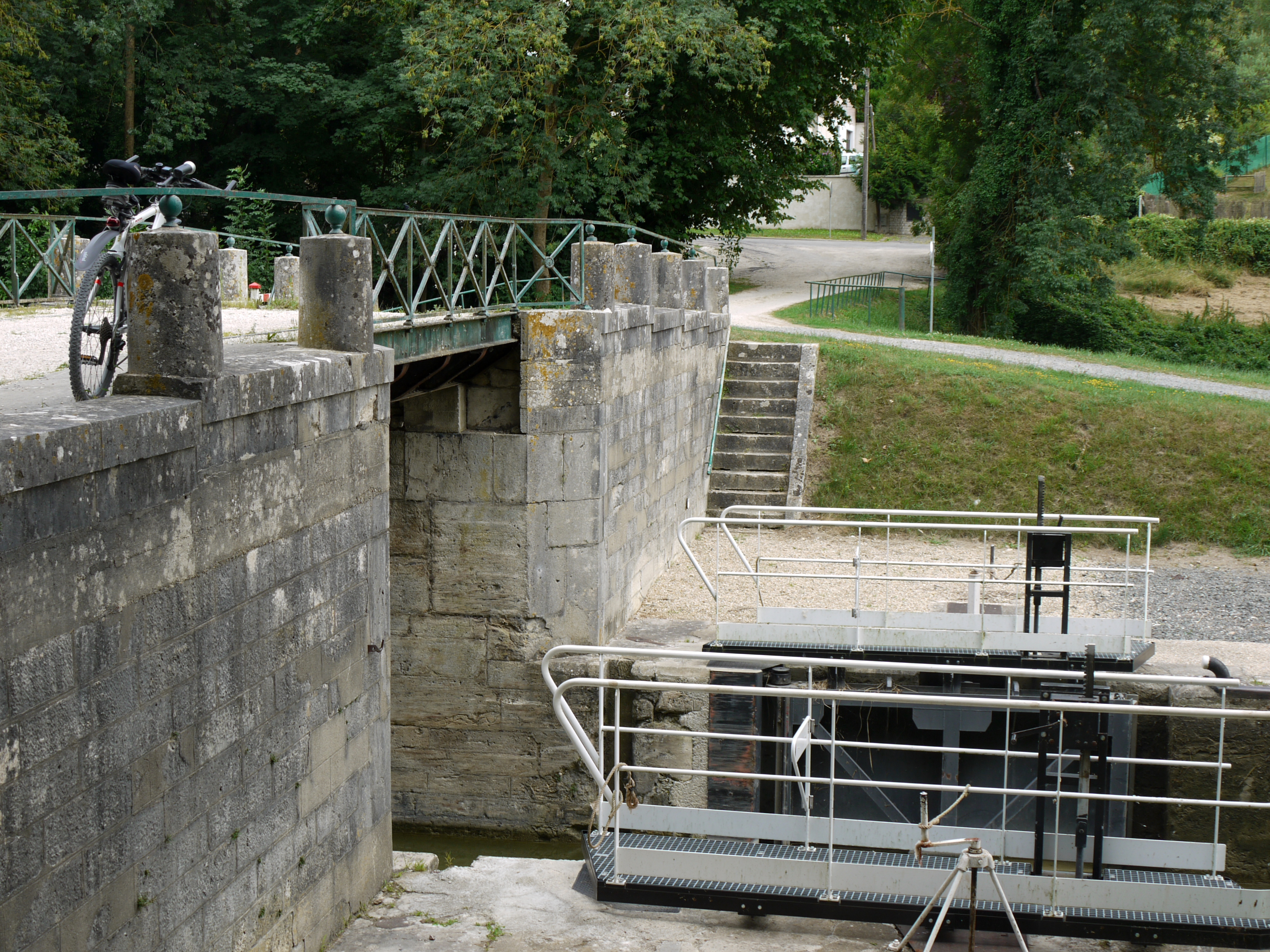
Écluse et pont sur le canal du Loing.
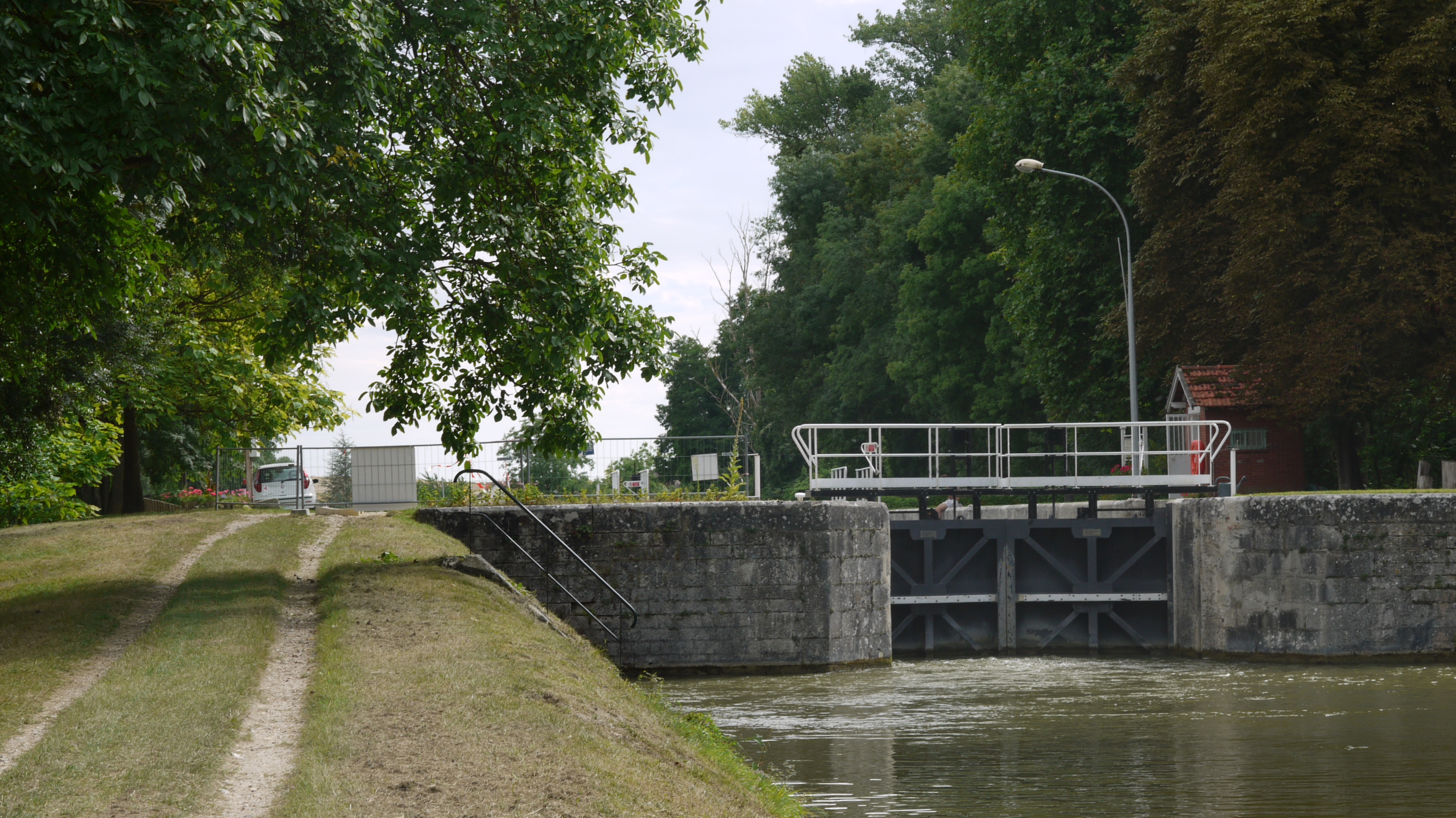
Écluse sur le canal du Loing.

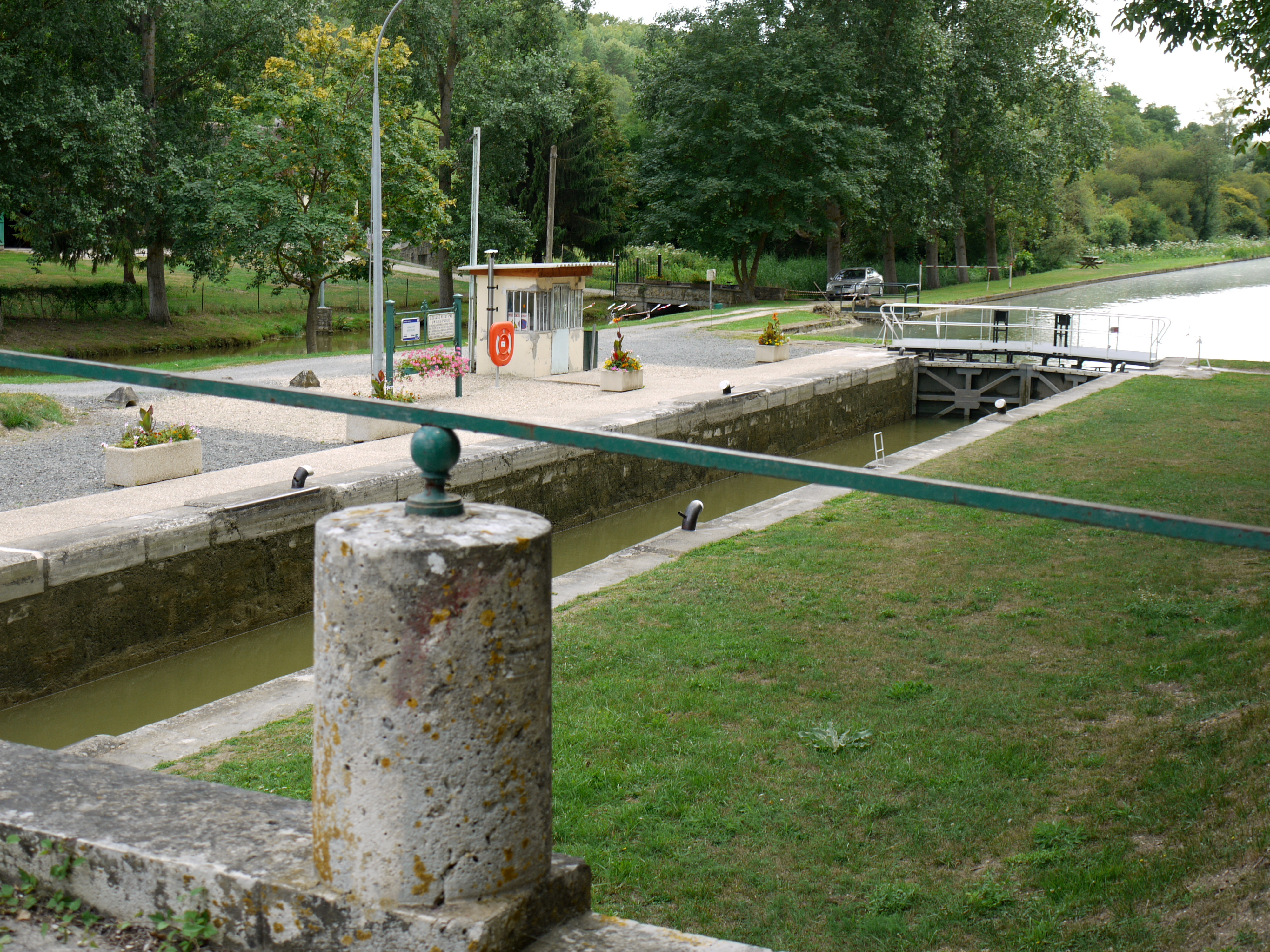
Écluse sur le canal du Loing.
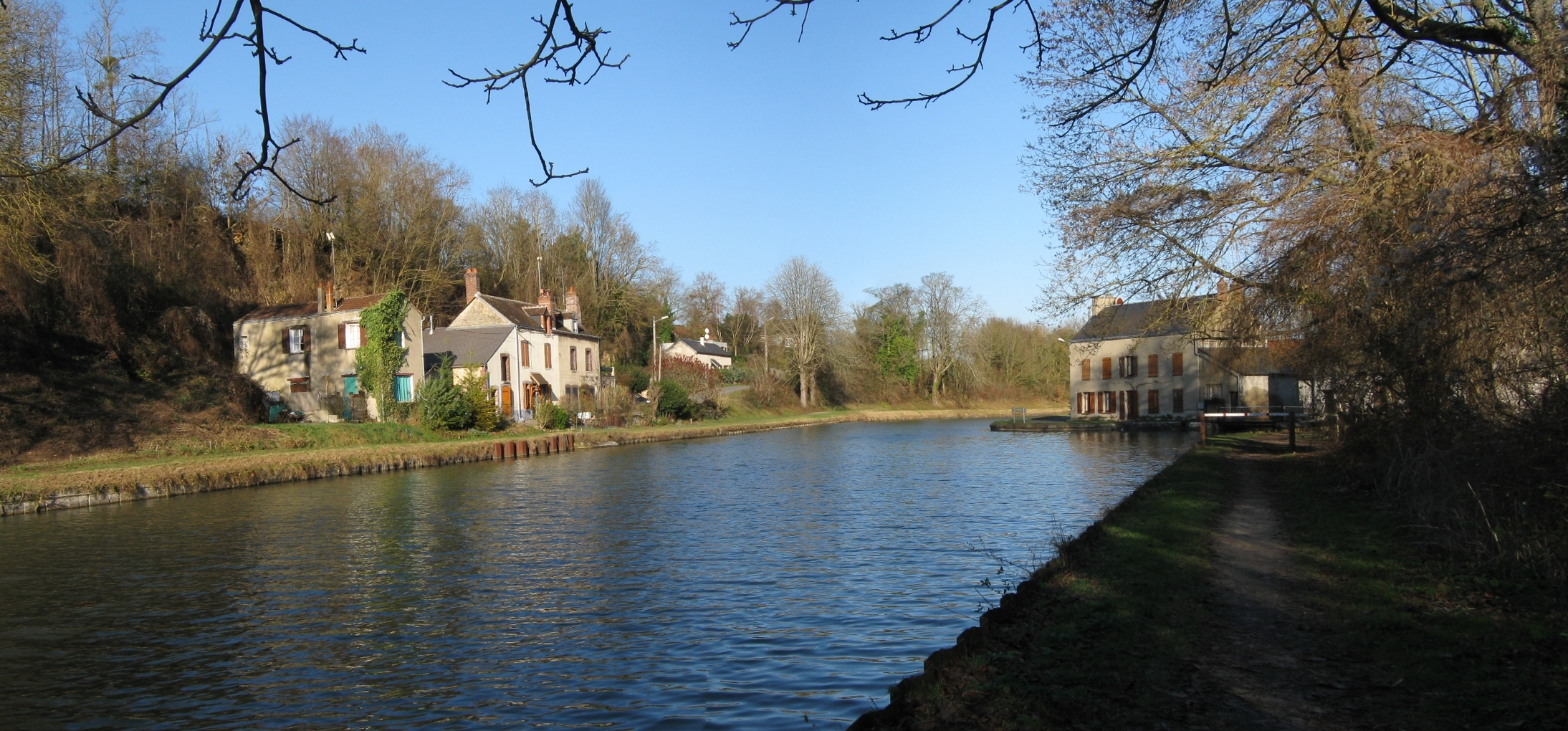
Le canal du Loing à Cepoy.
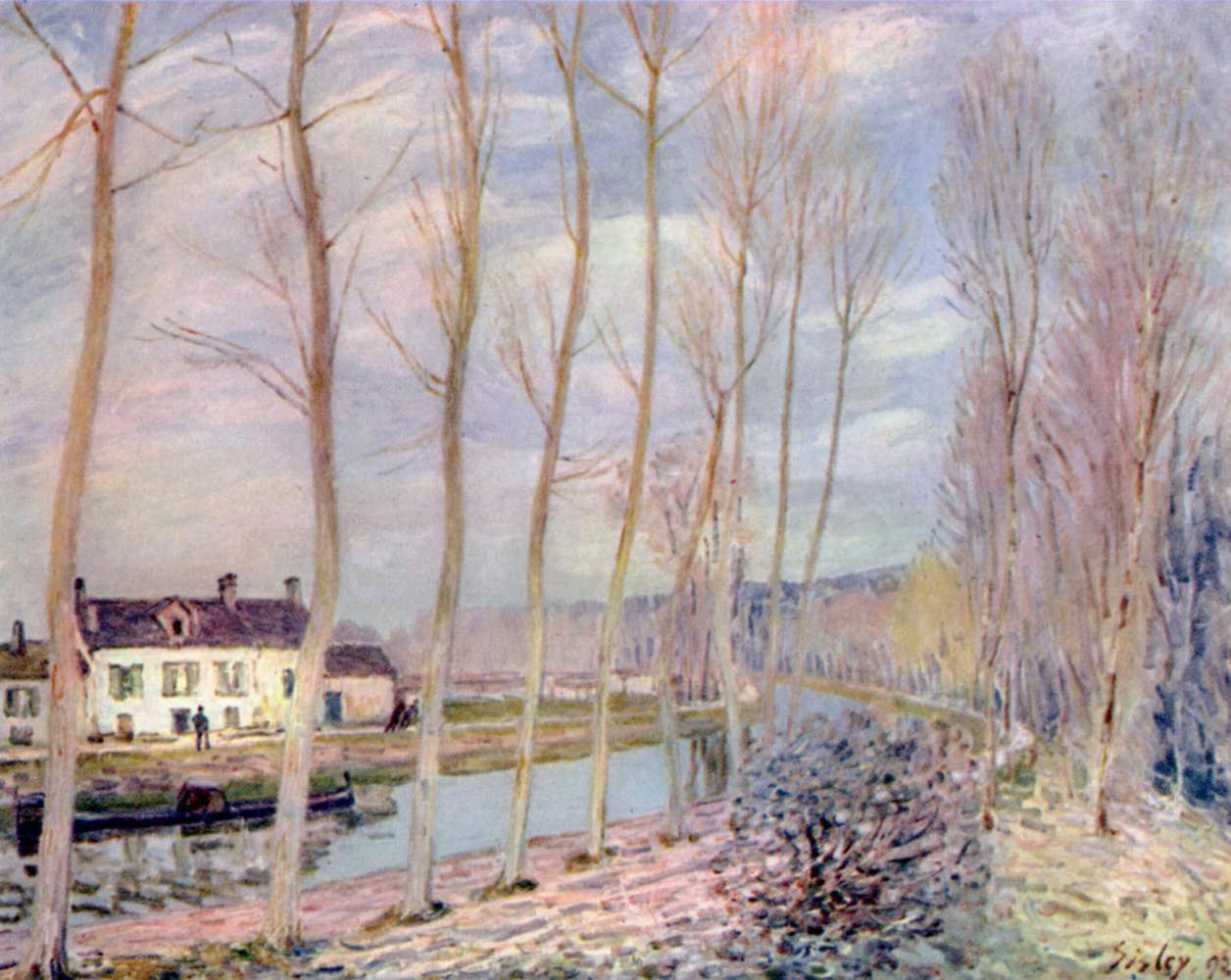
Le Canal du Loing par Alfred Sisley, 1892.
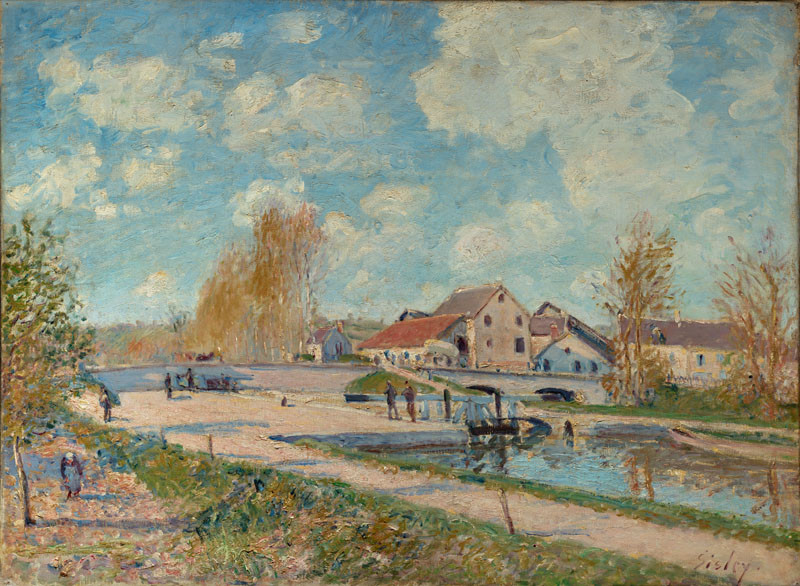
L'écluse de Moret-sur-Loing au printemps par Alfred Sisley, 1882.

## Pollution
En octobre 2024, une pollution d'origine organique a décimé une partie de la population piscicole présente dans le canal au niveau de l'écluse de Bagneaux-sur-Loing.